# 奧朗日古羅馬劇場
奧朗日古羅馬劇場（法語：Théâtre antique d'Orange）是位於法國南部沃呂克茲省奧朗日的一座古羅馬劇場遺址。奧朗日古羅馬劇場保存狀態完好，被聯合國教科文組織指定為世界文化遺產。劇場建造於1世紀時奧古斯都統治時期。劇場估計可收納8000人至10000人。4世紀時劇場被放棄，化為廢墟。在中世紀時則是防衛據點。1825年，在普羅斯佩·梅里美的提案下，劇場得到修復。自1869年起，每年夏季都在這裡舉辦奧朗日藝術節。奧朗日凱旋門亦位於劇場附近。

## 外部連結
- 官方網站 （页面存档备份，存于）
- 藝術節網站 （页面存档备份，存于）